# Psilotum nudum
Psilotum nudum är en kärlväxtart som först beskrevs av Carl von Linné, och fick sitt nu gällande namn av Ambroise Marie François Joseph Palisot de Beauvois. Psilotum nudum ingår i släktet Psilotum och familjen Psilotaceae. Inga underarter finns listade i Catalogue of Life.

## Bildgalleri

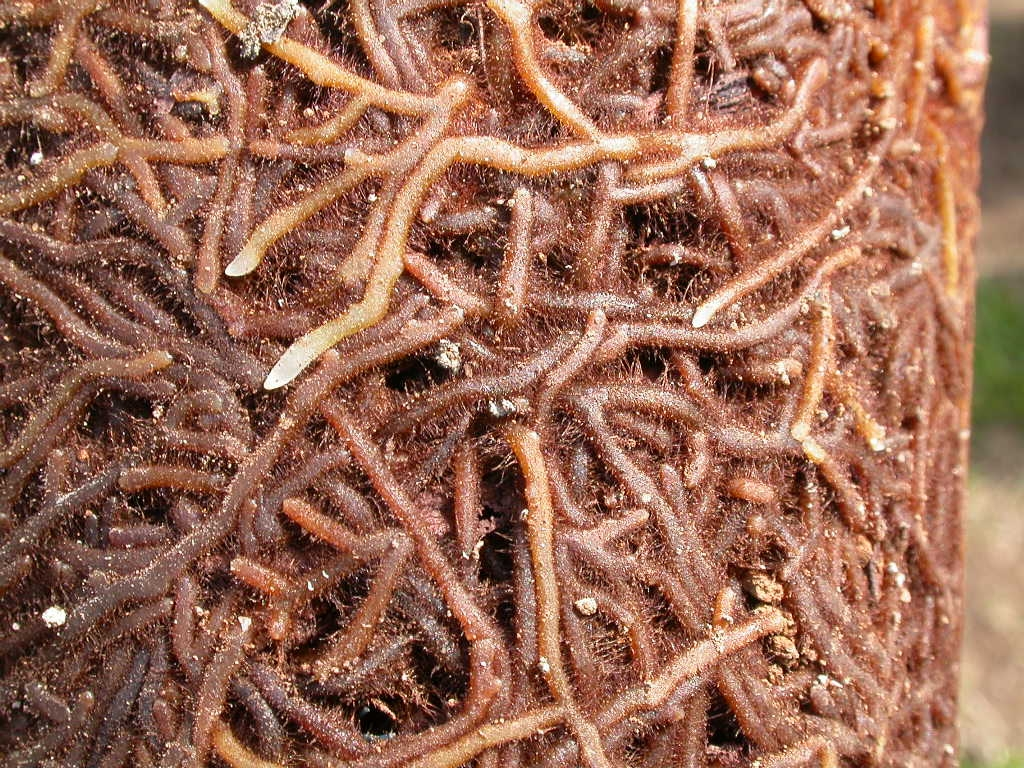
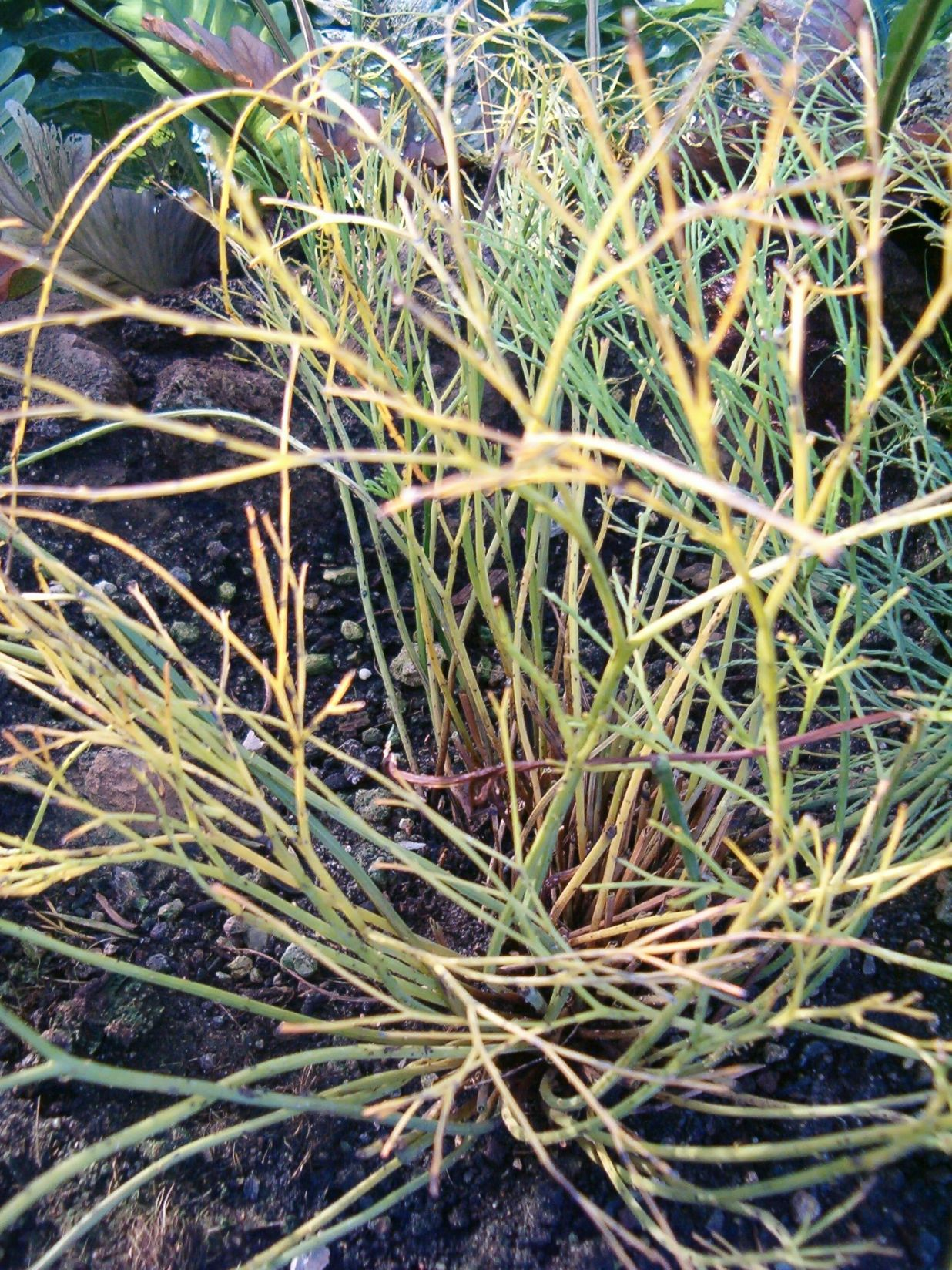
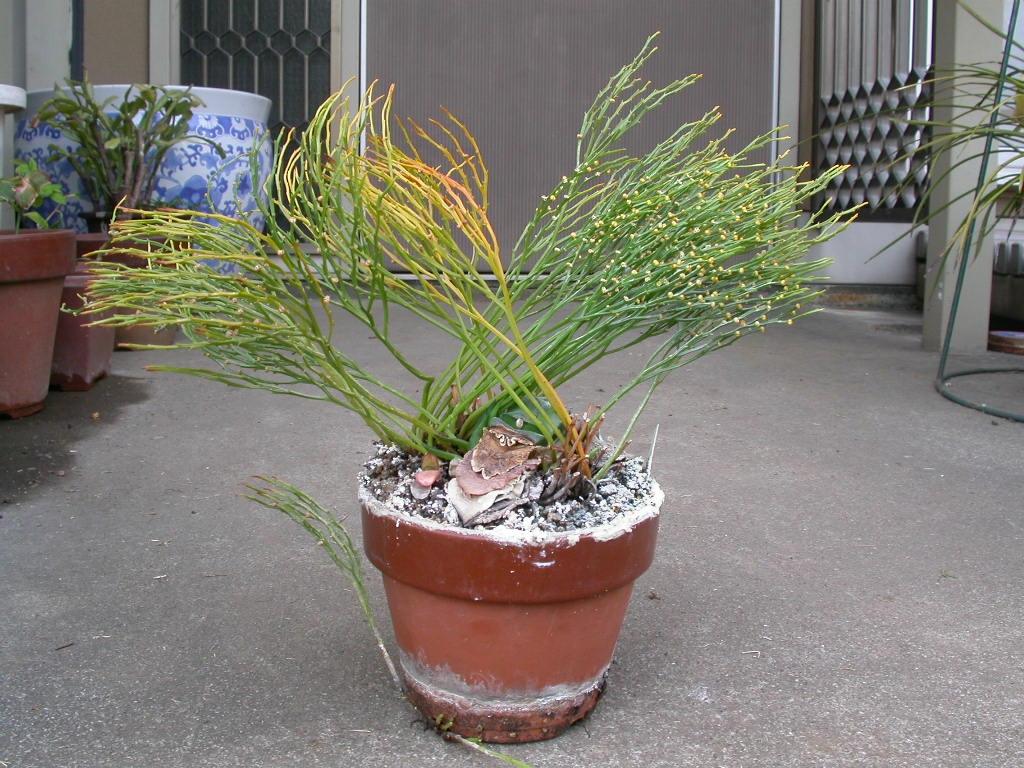
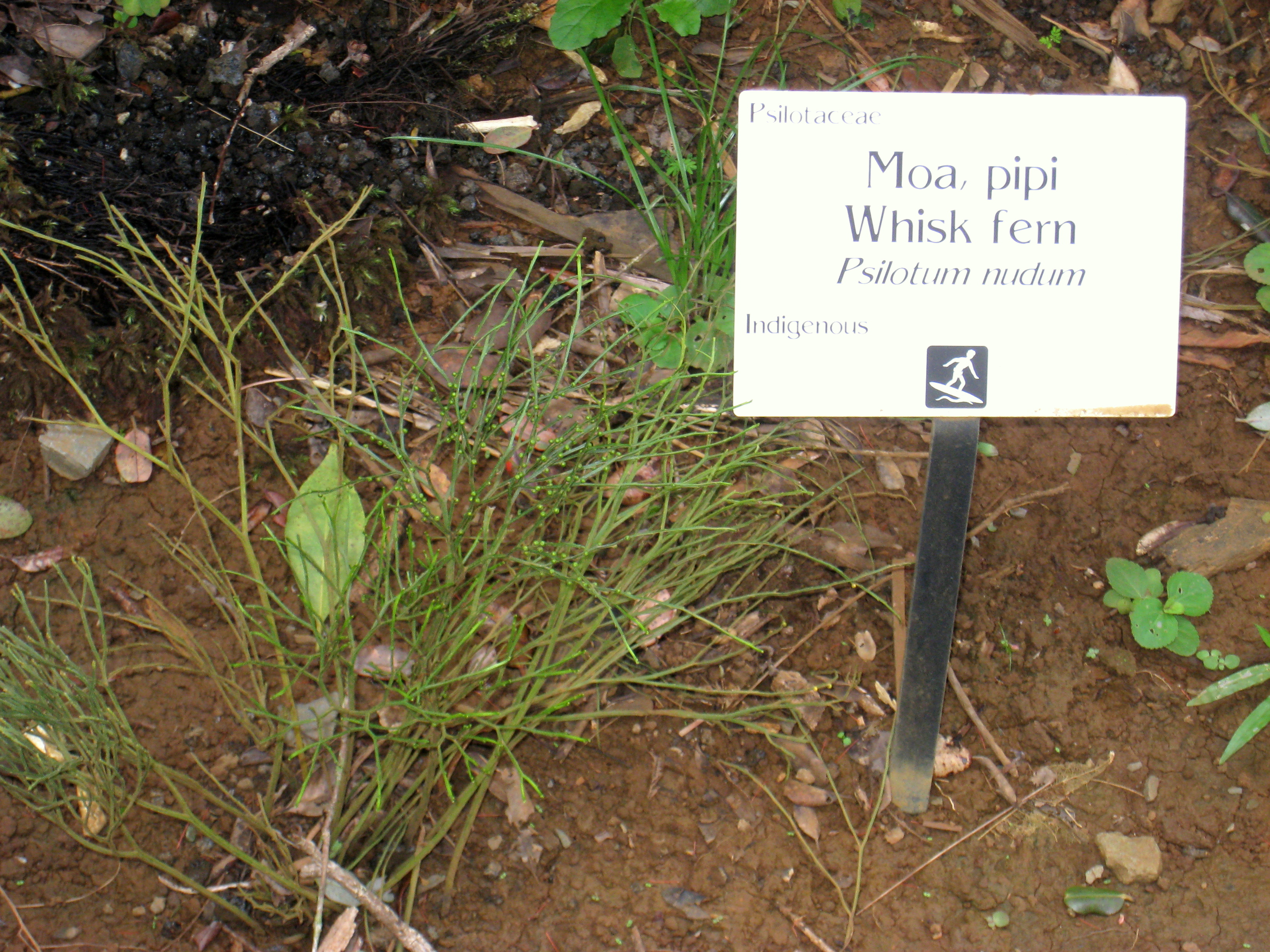
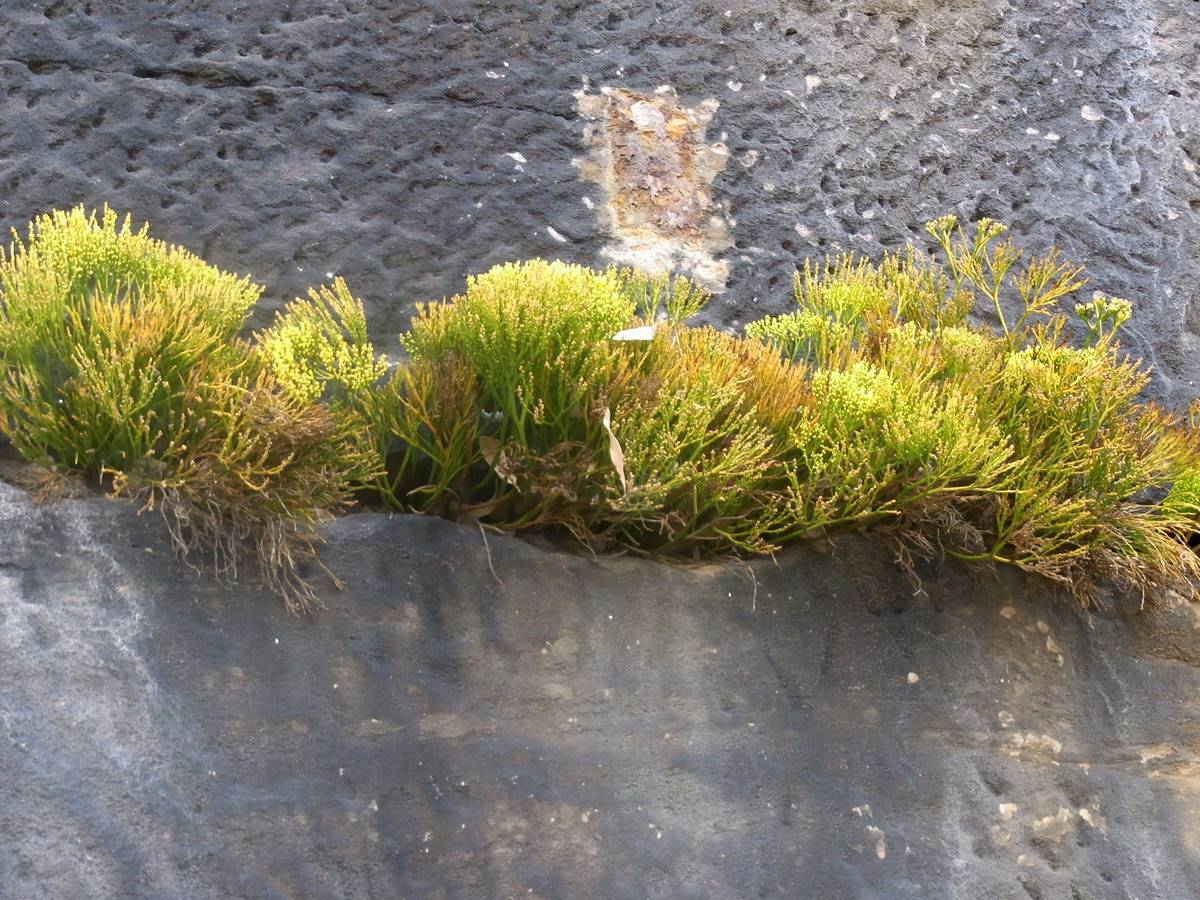
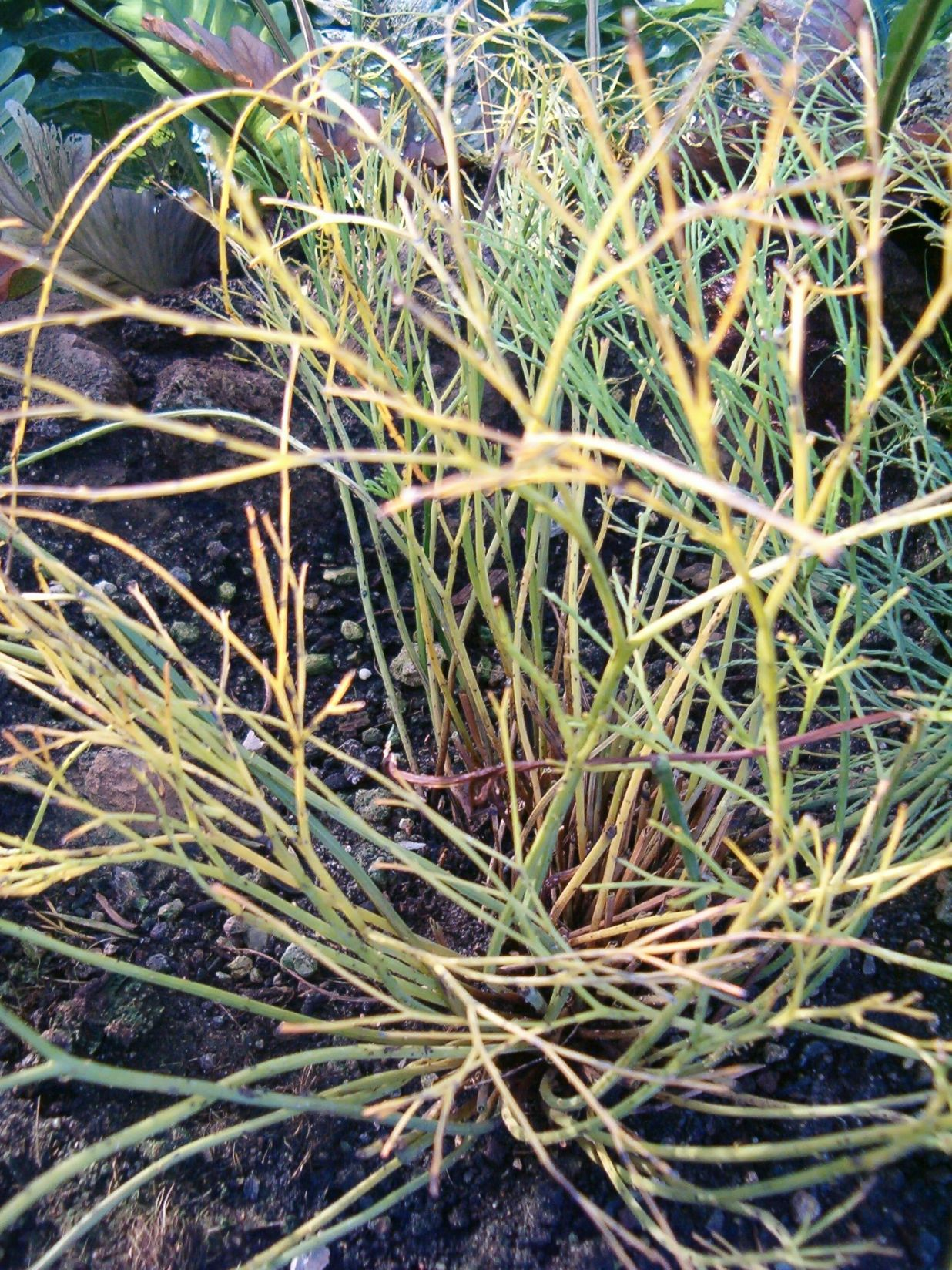